# 牛津大學哈里斯·曼徹斯特學院
哈里斯·曼徹斯特學院（Harris Manchester College）是英國牛津大學的學院之一，原來稱曼徹斯特學院，在大學典禮上稱“Collegium de Harris et Manchester”。
學院坐落於牛津中部的曼斯費爾德路，為男女混合教學。哈里斯·曼徹斯特學院的特色為新生入學時必須年滿21歲。該學院本科生的入學平均年齡為22歲，絕大部分人擁有著與普通學生不盡相同的背景，比如曾在軍隊服役、曾紮根非洲做過數年誌願者、曾休學環遊世界等等。 目前在該學院生活的有本科生100人，研究生40人，是牛津大學學生人數最少的學院。2012-13年度，該學院收到的校友捐款為1,400萬英鎊。

## 歷史
其前身是1786年成立於曼徹斯特的曼徹斯特學會（Manchester Academy）。 最初由英格蘭長老會運營，仿效沃靈頓學會，是一個異議學會，給宗教異見人士提供高等教育，也一度是英格蘭唯一不收英國國教教徒的高等教育機構。
1786-1803年學院位於曼徹斯特，在進入牛津之前，該學會五度改變校址。
1804年左右的第一次搬遷是因為時任校長，一神論派Charles Wellbeloved不肯從約克前往曼徹斯特就任，於是學院反過來前往約克。最初查理斯負責教授所有課程，一年之後才增加教員，他工作十分努力也因此積勞成疾。1840年不得不退休，於是學院才次搬回曼徹斯特。 這位校長思想開明，在1809年寫給喬治·伍德（George Wood）的信中，他說：
|  | 我只傳授基督教，不會教授任何一神論或其他主義。我會努力教會學生們如何研究聖經，如果他們能在其中發現一神論，很好，如果發現了萬物有靈論，也很好，發現了三位一體輪也不錯，他們只要為自己尋找即可。 |

在查理斯的教導下，該學院公有235人畢業，其中121位是神職者，114名是律師。
1840年至1853年學院繼續在曼徹斯特辦學，1840年還與倫敦大學取得了聯繫。1853年至1889年間遷往倫敦，駐於現在戈登廣場的威廉博士圖書館。 1893年，大學從倫敦遷往牛津，進入托馬斯·沃辛頓設計的新學院建築中。

### 現代
1996年，曼徹斯特學院經皇家憲章，由牛津大學具有宗教性質的永久私人學堂轉為牛津大學學院。 同時因受菲利普·哈里斯，派克漢哈里斯男爵捐助而改名哈利斯·曼徹斯特學院。

## 外部連結
- Harris Manchester College official website （页面存档备份，存于）